# Eri Yonamine
Eri Yonamine (Japans: 與那嶺恵理) (Osaka, 25 april 1991) is een Japanse voormalige wielrenster.

## Carrière
Ze reed in de eerste helft van 2016 voor de Amerikaanse wielerploeg Hagens Berman-Supermint, vanaf augustus 2016 voor de Franse ploeg Poitou-Charentes.Futuroscope.86 en in 2017 voor diens opvolger FDJ Nouvelle-Aquitaine Futuroscope. In 2018 reed ze voor het Britse Wiggle High5 en in 2019 en 2020 voor het Italiaanse Alé Cipollini en diens opvolger Alé BTC Ljubljana. In 2021 kwam ze uit voor het Amerikaanse Team Tibco en in 2022 en 2023 voor Human Powered Health. In 2024 sloot ze haar carrière af bij het Spaans-Baskische Laboral Kutxa-Fundación Euskadi.
Yonamine nam driemaal deel aan de Olympische Spelen. Ze kwam uit voor Japan op de Olympische Zomerspelen 2016 in Rio de Janeiro, waar ze 17e en 15e werd in de weg- en tijdrit. Tijdens de Olympische Zomerspelen 2020 in Tokio in juli 2021 werd ze 21e in de wegwedstrijd en 22e in de tijdrit. Op 4 augustus 2024 nam ze deel aan de Olympische Spelen in Parijs, waar ze als 26e finishte in de wegwedstrijd.
Op de weg werd ze 13 maal nationaal kampioene in de weg- en tijdrit. In 2018 behaalde ze medailles tijdens de Aziatische Spelen: ze won brons in de wegrit en zilver in de tijdrit, in dezelfde tijd als de Zuid-Koreaanse Na Ah-reum. Vijf jaar later evenaarde ze haar prestatie met een zilveren medaille op de tijdrit tijdens de Aziatische Spelen 2022, op een minuut achter Olga Zabelinskaja. In de winter deed ze ook aan veldrijden, zo won ze diverse veldritten in eigen land. Ook kwam ze uit voor Japan tijdens de wereldkampioenschappen veldrijden. In 2016 werd ze 34e op zeven minuten achter winnares Thalita de Jong. In 2017 werd ze 29e en in 2018 werd ze 34e in haar woonplaats Valkenburg, beide keren op ruim acht minuten achter winnares Sanne Cant.

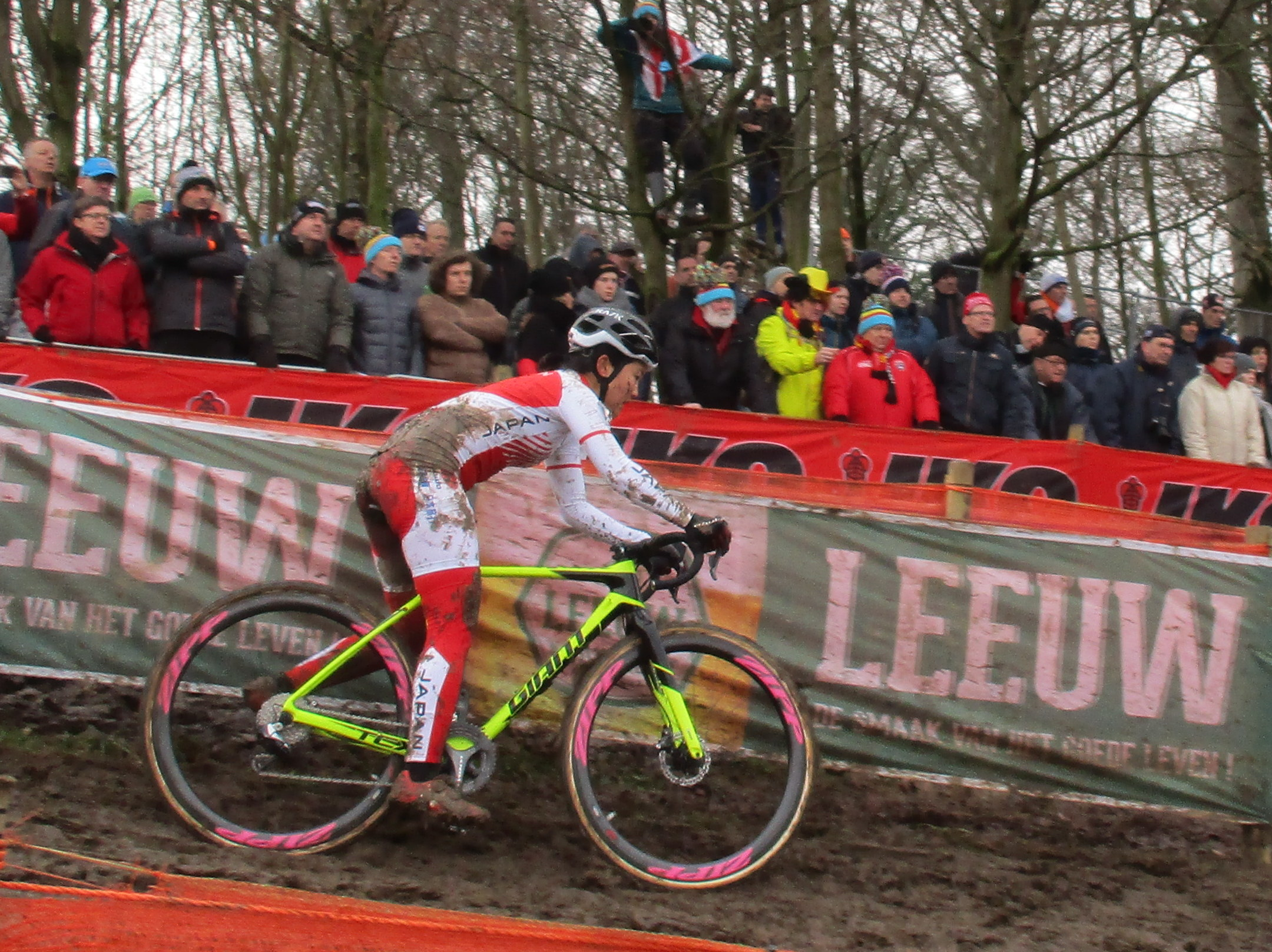
Tijdens het WK veldrijden in Valkenburg.

Tijdens haar carrière woonde Yonamine in Valkenburg aan de Geul. In juli 2021 werd haar woning getroffen door de overstroming van de Geul. Na haar deelname aan de Olympische Spelen in haar thuisland dat jaar, werd ze door de gemeente Valkenburg in het zonnetje gezet als eerste Valkenburgse olympiër.
Na haar wielercarrière richtte Yonamine zich op triatlon. Bij haar tweede deelname op 7 juni 2025 won ze zilver in de halve triatlon van Burriana in Spanje.

## Palmares
2012

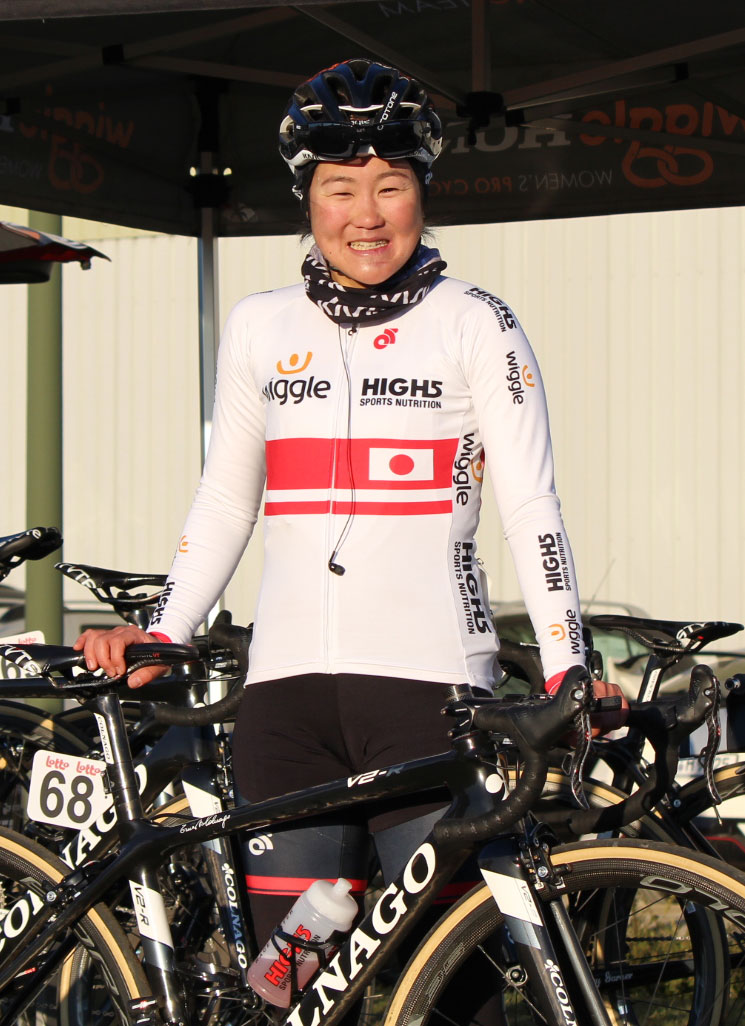
Yonamine als Japans kampioene in 2018.

 Japans kampioenschap tijdrijden
 Japans kampioenschap op de weg
2013
 Japans kampioene tijdrijden
 Japans kampioene op de weg
2014
 Aziatische kampioenschap tijdrijden
 Japans kampioenschap tijdrijden
 Japans kampioenschap op de weg
2015
 Japans kampioene tijdrijden
 Japans kampioenschap op de weg
2016
 Japans kampioene op de weg
 Japans kampioene tijdrijden
2017
 Japans kampioene op de weg
 Japans kampioene tijdrijden
2018
 Japans kampioene op de weg
 Japans kampioene tijdrijden
 Aziatische Spelen, tijdrit
 Aziatische Spelen, wegrit
2019
 Japans kampioene tijdrijden
 Japans kampioene op de weg
2022
 Japans kampioenschap op de weg
2023
 Japans kampioene op de weg
 Aziatische Spelen, tijdrit
2024
 Japans kampioene op de weg

### Resultaten in voornaamste wedstrijden
| Jaar | Gent-Wevelgem | Ronde van Vlaanderen | Amstel Gold Race | Luik-Bast.‑Luik | Strade Bianche | Trofeo Alfredo Binda | Waalse Pijl |  | WK op de weg |
| ---- | ------------- | -------------------- | ---------------- | --------------- | -------------- | -------------------- | ----------- |  | ------------ |
| 2013 |               |                      |                  |                 |                |                      |             |  | 40e          |
| 2014 |               |                      |                  |                 |                |                      |             |  | 22e          |
| 2015 |               |                      |                  |                 |                |                      |             |  | 63e          |
| 2016 |               |                      |                  |                 |                |                      |             |  | 85e          |
| 2017 |               |                      | 50e              | 34e             | 51e            | 55e                  | 51e         |  | 51e          |
| 2018 |               | 66e                  | 63e              | 35e             | 45e            | 34e                  | 30e         |  | 79e          |
| 2019 | 64e           | 38e                  | 31e              | 74e             | 13e            | 27e                  | 42e         |  | opgave       |
| 2020 |               |                      |                  |                 | opgave         |                      | 50e         |  | 21e          |
| 2021 |               | 39e                  | opgave           |                 | 47e            | 43e                  | 56e         |  | 85e          |
| 2022 | opgave        | 86e                  | 107e             | 76e             |                |                      | 88e         |  | 29e          |
| 2023 |               |                      | opgave           | 95e             |                |                      | 54e         |  | 42e          |
| 2024 |               |                      |                  |                 |                |                      |             |  | 73e          |

## Ploegen

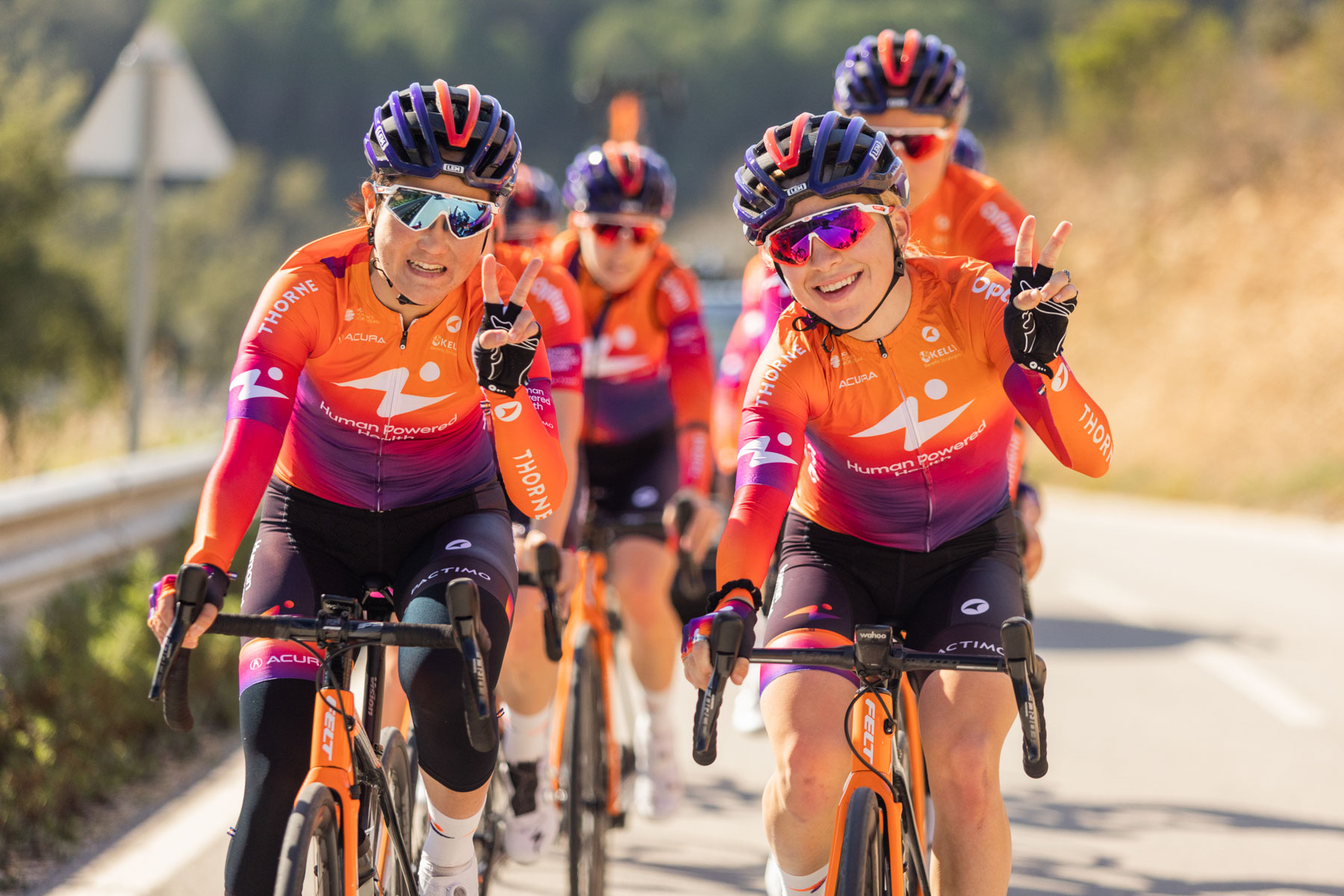
Haar team Human Powered Health in 2022

2016 —  Hagens Berman-Supermint (tot 12 augustus)
2016 —  Poitou-Charentes.Futuroscope.86 (vanaf 13 augustus)
2017 —  FDJ Nouvelle-Aquitaine Futuroscope
2018 —  Wiggle High5
2019 —  Alé Cipollini
2020 —  Alé BTC Ljubljana
2021 —  Team TIBCO - SVB
2022 —  Human Powered Health
2023 —  Human Powered Health
2024 —  Laboral Kutxa-Fundación Euskadi
Biannic · Bravard · Demay · Dreville · Duval · Eraud · Fournier · Gillow · Guilman · Knetemann · Richioud · Yonamine
Archibald · Barbieri · Barker · Brennauer · Brown · Cordon · Cure · Edmondson · Fahlin · G. Garner · L. Garner · Leth · Longo Borghini · Ritter · Stewart · Yonamine · Wild
Bariani · Erić · Hosking · Kasper · Quagliotto · Paladin · Peñuela · Raimondi · Swinkels · Trevisi · Van 't Geloof · Yonamine
Bastianelli · Boogaard · Bravec · Bujak · Chursina · García · Guderzo · Maneephan · Pintar · Trevisi · Yonamine · Žigart
Buurman · Dixon · Erath · Ewers · Faulkner · Frain · Gigante · Honsinger · Kessler · Langley · Newsom · Peñuela · Smith · Stephens · Ward · Yonamine
Buysman · Christie · Christoforou · Clouse · Kröger · Kuijpers · MacPherson · Malcotti · Raaijmakers · Ray · Schmid · Williams · Yonamine
Buysman · Christie · Christofórou · Clouse · Cordon-Ragot (vanaf 6/4) · Van 't Geloof · Kröger · MacPherson · Malcotti · Pikulik · Raaijmakers · Schmid · Vandenbulcke · Williams · Wood · Yonamine